# Lagoa do Tocantins
Lagoa do Tocantins é um município brasileiro do estado do Tocantins.

## História
Fundada no dia 5 de outubro de 1989 e instalado em 1° de janeiro de 1993, o município de Lagoa do Tocantins se localiza a 121 km da capital Palmas, na região leste do estado.
Atual Prefeito do Município Raimundo Nonato Nestor.

## Geografia
Localiza-se a uma latitude -10° 17' 51.16" sul e a uma longitude -47° 33' 58.98" oeste, estando a uma altitude de 0 metros. Sua população estimada em 2014 era de 3 957 habitantes.
Cidade localizada 98 kms de capital Palmas.